# 瓜拉尼鲁斯县
瓜拉尼鲁斯县，是马来西亚登嘉楼州的一个县，于2014年9月18日脱离瓜拉登嘉楼县成立，但仍由瓜拉登嘉楼市政厅管辖。其面积为398.90平方公里。该县县府是瓜拉尼鲁斯。热浪岛位于此县。

## 历史
瓜拉尼鲁斯县曾是瓜拉登嘉楼县的一部分，2014年9月18日升格为县。

## 行政区划

瓜拉尼鲁斯县分为4个巫金。